# Gordana Baraga
Gordana Baraga, coniugata Bjegojević (in serbo Гордана Барага-Бјегојевић?; 1935 – Belgrado, 27 novembre 2016), è stata una cestista jugoslava.
Era la moglie di Milan Bjegojević.

## Carriera
Con la Jugoslavia ha disputato due edizioni dei Campionati del mondo (1959, 1964) e quattro dei Campionati europei (1954, 1956, 1960, 1962).